# Cane da pastore bergamasco
Il cane da pastore bergamasco è una razza di cane con origini nelle Alpi italiane vicino a Bergamo, dove veniva originariamente usato come cane da pastore, riconosciuta dalla FCI (Standard N. 194, Gruppo 1, Sezione 1).

## Storia
Discende da quel ceppo di cani conduttori e mandriani giunto in Occidente dall'Oriente al seguito di popolazioni nomadi e delle loro greggi. Data la diffusa pastorizia, i progenitori del Pastore Bergamasco trovarono nel territorio dell'arco alpino un'area ideale per esprimere al meglio le proprie attitudini. Fin dal 1300 è accertato l'impiego di questo cane in qualità di conduttore della tipica pecora bergamasca. Nei quattro secoli successivi il Pastore Bergamasco ha conosciuto un buon incremento grazie all'espandersi dell'allevamento di ovini. Dopo il 1700, invece, a seguito di una progressiva riduzione dell'attività pastorale, anche questo cane conosce dei momenti di vera e propria crisi, fino a sfiorare l'estinzione nel periodo delle due Guerre Mondiali. Il primo intervento selettivo è quello iniziato dal marchese Paolo Cornaggia verso il 1890. Il cane all'epoca viene ancora chiamato "Cane da Montagna". Nel 1949 nasce la Società amatori Pastore Bergamasco. Qualche anno più tardi giunge infine lo standard ufficiale.

## Descrizione
La coda rimane inserita all'ultimo terzo della groppa, grossa e robusta alla radice, si affusola verso la punta. È coperta di pelo caprino lievemente ondulato. I colori accettati in esposizione sono tutte le gradazioni dal nero (non lucido) al grigio, anche a macchie. Il colore deve essere determinato dalla radice del pelo, perché l'infeltrimento della parte lanosa genera nei bioccoli sfumature di colore diverso, anche isabella nei cani di colore grigio. Il pelo è molto abbondante, lungo e diversificato: di tessitura ruvida (caprina) sulla metà anteriore del tronco; lanoso (ovino) a bioccoli sulla restante metà; meno ruvido sulla testa. Gli occhi sono grandi, di colore marrone più o meno scuro, con rima palpebrale leggermente ovale. Le orecchie: inserite alte, semipendenti, di forma triangolare e con i due terzi terminali cadenti. La lunghezza del muso eguaglia quella del cranio. Nel suo insieme è grossa a forma di parallelepipedo. Il cranio è largo e leggermente convesso tra le orecchie. I piedi sono di forma ovale con dita ben arcuate e chiuse.

## Carattere
Dotato di temperamento equilibrato, ubbidiente e sensibile, è un cane molto versatile: la sua capacità di apprendere e di decidere infatti, insieme all'innata pazienza, ne fanno un cane adatto agli impieghi più svariati. Nella famiglia identifica il gregge, o comunque la comunità, di cui ama tenere uniti i membri. È un ottimo compagno/guardiano per i bambini, da lui considerati cuccioli o comunque soggetti più deboli da difendere. Anche se molto protettivo non è però mai morbosamente possessivo. Non è mai aggressivo benché sia un ottimo guardiano della casa, svolgendo un'efficace attività deterrente pur senza diventare mai pericoloso.

## Cure
È un cane rustico, non richiede che pochissime cure da parte del proprietario. Una particolare attenzione va posta soltanto al momento della formazione dei boccoli, quando è necessario districare il pelo con le mani per favorirne il loro naturale assembramento.

## Consigli
Una grossa limitazione alla diffusione del Pastore Bergamasco è la notevole massa di pelo che fa temere possa trasformarsi in un ricettacolo di cattivi odori. Gli esperti della razza sottolineano che il pelo può sì emanare cattivo odore, ma solo se il cane viene rinchiuso in spazi limitati come box o canili, senza avere la possibilità di scorrazzare all'aria aperta. È dunque molto importante che questo cane abbia la possibilità di muoversi e passeggiare al verde.
Contrariamente a quanto comunemente si pensa il Pastore Bergamasco può essere lavato ogni qual volta è necessario. Particolare cura e attenzione è da rivolgere però alla fase del risciacquo e dell'asciugatura che richiede parecchio tempo. Le femmine tendono più facilmente a formare i caratteristici boccoli a causa del pelo più lanoso, specie se la tosatura non viene effettuata almeno una volta l'anno.
Il pelo del muso e di tutta la parte anteriore, nonché dell'area ano-genitale va pettinata frequentemente per evitare la formazione di feltri e del conseguente ristagno di materiale organico, fonte di cattivi odori. Un'altra accortezza rimane quella di non sfoltirlo troppo sul muso e soprattutto sugli occhi, in alcuni esemplari abbastanza delicati.

## Diffusione
Nel 2012 sono stati iscritti 82 cuccioli ai libri genealogici ENCI e la sua diffusione è piuttosto calante.

## Adatto per...
- Compagnia
- Guardia
- Cane da ricerca su macerie
- Cane da ricerca in superficie
- Cane da trekking in montagna (dog-trekking)
- Da lavoro nella conduzione di greggi e di mandrie
- Gare sportive di conduzione su gregge ( C.L.B.. Cani da Lavoro su Bestiame, è riconosciuta dall'Ente Nazionale della Cinofilia Italiana, ENCI)